# 구키 다카스에
구키 다카스에(일본어: 九鬼隆季, 1608년 11월 14일 ~ 1678년 7월 13일)는 에도 시대 전기의 다이묘이다. 단바 아야베번 초대 번주를 지냈다. 도바 번주 구키 모리타카의 삼남으로 태어났다. 구키 요시타카의 손자이기도 하다.
|  | 제1대 아야베번 번주 (구키가) 1633년 ~ 1674년 | 후임 구키 다카쓰네 |